# 薛平
薛平（757年—836年），字坦途（一作坦涂），绛州龙门（今山西河津）人，唐朝名将薛仁贵曾孙，薛仁贵第五子薛楚玉之孙，平阳郡王薛嵩之子。封魏国公，死后追赠太傅。

## 家族
薛平出生于武将世家。曾祖父即大名鼎鼎的薛礼薛仁贵。薛仁贵从唐太宗征讨高句丽，又在高宗朝立功无数，最后大破后突厥阿史德元珍，封平阳郡公，以勇猛著称于世。从祖薛讷，唐玄宗时期的名将，曾大破吐蕃军，复封平阳郡公。祖父薛楚玉，曾官至范阳节度使。父亲薛嵩，早年跟随安史叛军，后来归唐，封平阳郡王。薛平的儿子薛从，官至左领军卫上将军，也是一时之重臣名将。
薛平八子：薛广。薛文範。薛文度，监察御史里行。薛湘，初名俭，许州司士参军。薛宜僚，家丞令。薛从字顺之，左领军将军、河东县子。薛廉，虢州司法参军。薛勤。

## 生平
十二岁时，以父亲的缘故，官拜磁州（今河北磁县）刺史。唐代宗大历八年（773年）正月，薛嵩逝世，昭義军内部军吏想要拥立十七岁的薛平继承父亲官位，薛平假装同意，实际却将官位让给了叔父薛㟧。丧期满后，授右卫将军，宿卫三十年。宰相杜黄裳擢升其为汝州刺史、御史中丞，“理有能名”“治有风绩”。唐元和七年（812年），朝廷对淮西用兵，薛平以左龙武大将军兼受御史大夫、滑州刺史、郑滑节度观察使，作战累有战功。
滑州（今河南滑县）往西，距离黄河仅二里路程，每年都常常遭受水患。薛平访问探查得知古河道，与魏博节度使田弘正同时上书，开通南北长十四里的古河，掘开旧河分摊河水，自此滑州人再无水患。在镇六年，入朝为左金吾卫大将军。不久又官拜郑华节度观察使。唐朝平定李师道，政府以东平十二州为三道，将淄州、青州、齐州、登州、莱州等五州为平卢军，以薛平为平卢军节度使、观察使等，“仍押新罗、渤海两蕃使”。
长庆元年（821年），幽镇叛，杜叔良统帅横海军讨伐，未能取胜。棣州（今山东惠民东南）又遭受叛军围困，唐朝廷命薛平帅偏师援救棣州，于是薛平派遣将军李叔佐领兵救援。几个月后，棣州刺史王稷供给士兵的粮食等减少，士卒多有怨言，李叔佐不能制止，当晚兵败而归。叛乱士卒共推“突将”马狼儿为统帅。沿途劫掠屯鎮，兵力达到七千余人，紧逼青州城（今山东益都）。形势危急之下，薛平尽出府库及家中资财，招募精兵二千，大破敌军。加封右仆射，进封魏国公，威名远扬。
薛平在镇六年，“兵甲完利，井赋均一”，以至于入朝时，百姓“遮道乞留”，好几日后才出去。宝历元年，回朝后进封检校左仆射，兼任户部尚书。一个月后又检校司空，兼任河中绛隰节度观察等使。大和二年，将晋州、慈州归于河中管辖之下。加拜薛平为检校司徒。薛平在河中六年，后拜为太子太保。第二年以司徒的官职结束为官生涯。一年后（即开成元年，公元836年）逝世，年八十岁，追赠太傅。